# André Saeys
André Saeys (20 de febrer de 1911 - 22 de març de 1988) fou un futbolista belga.

## Selecció de Bèlgica
Va formar part de l'equip belga a la Copa del Món de 1930.